# Ausonio de Angulema
Ausonio de Angulema (Mortagne-sur-Gironde, Charente Marítimo, Francia - Angulema, Charente, s. IV o V) fue un religioso galloromano, primer obispo de Angulema. Es venerado como santo para diversas confesiones cristianas. 

## Vida y veneración
Nacido en Mortange, en la ribera de la Gironda en una vila de la que se conservan restos. Cristiano, predicó el evangelio en el territorio de Angulema y convirtió a un gran nombre de paganos. Establecido en la ciudad, se convirtió en el cabecilla de la comunidad, o primer obispo. La leyenda dice que fue decapitado por orden de las autoridades del lugar. 
Fuera de las murallas, cerca del lugar donde había sido enterrado el obispo, se edificó una iglesia parroquial dedicada a Ausonio, después abadía, una de les más antiguas de la Galia, de la que se decía que el mismo Ausonio había sido fundador.